# Torsnäs, Karlskrona kommun
Torsnäs är också en by i Björneborg, Finland.
Torsnäs är en småort i Ramdala socken i Karlskrona kommun i Blekinge län.